# 13530 Ninnemann
13530 Ninnemann este un asteroid din centura principală de asteroizi.

## Descriere
13530 Ninnemann este un asteroid din centura principală de asteroizi. A fost descoperit pe 9 septembrie 1991 la Tautenburg de Lutz Dieter Schmadel și Freimut Börngen. Asteroidul prezintă o orbită caracterizată de o semiaxă mare de 2,31 ua, o excentricitate de 0,06 și o înclinație de 6,5° în raport cu ecliptica.